# 5-アミノペンタンアミダーゼ
5-アミノペンタンアミダーゼ(5-aminopentanamidase、EC 3.5.1.30)は、以下の化学反応を触媒する酵素である。
5-アミノペンタンアミド + 水{\displaystyle \rightleftharpoons }5-アミノペンタン酸 + アンモニア
従って、この酵素の基質は、5-アミノペンタンアミドと水の2つ、生成物は5-アミノペンタン酸とアンモニアの2つである。
この酵素は加水分解酵素、特に鎖状アミドの炭素-窒素結合に作用するものに分類される。系統名は、5-アミノペンタンアミド アミドヒドロラーゼ(5-aminopentanamide amidohydrolase)である。他に、5-aminovaleramidase、5-aminonorvaleramidase等とも呼ばれる。この酵素は、リシンの分解に関与している。